# Phyllomaeus
Phyllomaeus is een kevergeslacht uit de familie van de boktorren (Cerambycidae). De wetenschappelijke naam van het geslacht werd voor het eerst geldig gepubliceerd in 1922 door Schmidt.

## Soorten
Phyllomaeus omvat de volgende soorten:
- Phyllomaeus gloriosa (Péringuey, 1899)
- Phyllomaeus nigricollis (Kolbe, 1898)
- Phyllomaeus semiopacus (Fairmaire, 1897)